# Jozef Kubinyi
Jozef Kubinyi, výslovnost: [Kubíny], (* 21. července 1955 Žilina) je lékař slovenského původu působící v Česku, politik, počátkem 21. století poslanec Poslanecké sněmovny za ČSSD, v roce 2004 krátce ministr zdravotnictví.

## Biografie
Pochází ze starého šlechtického rodu polského a uherského původu, jehož jméno je spojeno s městem Dolný Kubín na severozápadním Slovensku. Sám se hlásí ke slovenské národnosti, stejně jako jeho přímí předkové. Jeho příjmení se podle maďarského úzu má vyslovovat měkce Kubíni, ale v jeho užší rodině je zažitá výslovnost Kubíny.
Po dokončení střední školy v Žilině studoval v letech 1973-1977 všeobecné lékařství na Lékařské fakultě Univerzity Komenského v Martině a od roku 1977 stejný obor na Lékařské fakultě Univerzity Palackého v Olomouci, kde dostudoval v roce 1979. Profesně působil nejprve v KÚNZ Ostrava, později ve Fakultní nemocnici s Poliklinikou Ostrava-Poruba. Specializoval se na obor nukleární medicíny. V 80. letech 20. století získal atestaci I. a II. stupně a roku 1996 Evropskou atestaci nukleární medicíny (European board of nuclear medicine) v Kodani. V roce 2000 získal titul Ph.D. na Lékařské fakultě Masarykovy univerzity v Brně. Stal se členem odborných korporací jako Česká kardiologická společnost, Česká společnost nukleární medicíny a Evropská společnosti nukleární medicíny. V letech 1999-2001 zasedal ve Vědecké radě Ministerstva zdravotnictví České republiky.
Do roku 1990 byl členem KSČ, v roce 1992 vstoupil do ČSSD. Od roku 1994 byl Kubinyi za sociální demokraty zastupitelem v Ostravě. Podle jiného pramene ale v komunálních volbách roku 1994 do městského zastupitelstva Ostravy sice kandidoval, ale zvolen nebyl. Zastupitelem byl zvolen v komunálních volbách roku 1998. V období let 2000-2002 byl i členem Rady města Ostravy.
Ve volbách v roce 2002 byl zvolen do poslanecké sněmovny za ČSSD (volební obvod Moravskoslezský kraj). Do roku byl členem sněmovního výboru pro sociální politiku a zdravotnictví a v letech 2002-2006 členem výboru pro evropskou integraci (později oficiálně výbor pro evropské záležitosti). Ve sněmovně setrval do voleb v roce 2006.
V dubnu 2004 byl jmenován ministrem zdravotnictví ve vládě Vladimíra Špidly na místo uvolněné odvoláním Marie Součkové. Už po měsíci ve funkci čelil od lékařských odborů výzvě k rezignaci. Jeho ministerské působení nemělo dlouhého trvání – po výměně premiéra si jej Stanislav Gross do svého týmu nevybral a Kubinyi v srpnu 2004 ministerské křeslo opustil.
V sněmovních volbách roku 2006 kandidoval, ale nebyl zvolen. Krátce se ještě vrátil do sněmovny v samotném závěru funkčního období, když 26. května 2010 nastoupil jako náhradník poté, co rezignovala poslankyně Hana Šedivá (jmenována soudkyní). Ve sněmovně setrval jen zhruba jeden týden do úplného konce volebního období a fakticky se nezapojil do práce zákonodárného sboru. Sám svůj dočasný návrat do parlamentu komentoval následovně: „Na schůzi samozřejmě půjdu, ale neplánuji na ní exhibovat. To by bylo i vzhledem k tomu, že je poslední, celkem nesmyslné. Rád si ale povykládám s ostatními poslanci, protože jsem mimo politiku opravdu už dost dlouho.“ Mladá fronta DNES ale uvedla, že Kubinyi i tak získá plné odstupné coby končící poslanec. Následně byla celá částka poskytnuta jako dar dětské metabolické jednotce Všeobecné fakultní nemocnice.
V současnosti (červenec 2025) pracuje jako primář Oddělení nukleární medicíny Krajské nemocnice v Liberci.
Je ženatý, má dvě děti.